# Barnsleyho kapradí
Barnsleyho kapradí je fraktál pojmenovaný po britském matematikovi Michaelu Barnsleym, který jako první popsal tento fraktál ve své knize Fractals Everywhere.

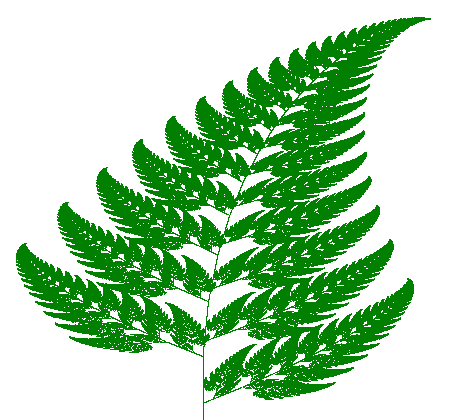
Barnsleyho kapradí vykreslené pomocí VisSim

## Vlastnosti
Toto kapradí je jedním ze základních příkladů soběpodobnosti, což znamená že se jedná o matematicky generovaný vzor, který může být reprodukovatelný v každém zvětšení nebo zmenšení. Stejně jako Sierpinského trojúhelník ukazuje Barnsleyho kapradí, jak graficky krásné struktury mohou vzniknout použitím matematických vzorců.

## Konstrukce
Barnsleyho kapradí používá čtyři afinní transformace. Rovnice pro každou z transformací je následující:
{\displaystyle f(x,y)={\begin{bmatrix}a&b\\c&d\end{bmatrix}}{\begin{bmatrix}x\\y\end{bmatrix}}+{\begin{bmatrix}e\\f\end{bmatrix}}}.
Barnsleyho fraktál pro sleziník netíkovitý lze získat z následujících transformací:
{\displaystyle f(x,y)={\begin{bmatrix}\ 0.00&\ 0.00\ \\0.00&\ 0.16\end{bmatrix}}{\begin{bmatrix}\ x\\y\end{bmatrix}}} s pravděpodobnostním faktorem {\displaystyle p=0.01}
{\displaystyle f(x,y)={\begin{bmatrix}\ 0.85&\ 0.04\ \\-0.04&\ 0.85\end{bmatrix}}{\begin{bmatrix}\ x\\y\end{bmatrix}}+{\begin{bmatrix}\ 0.00\\1.60\end{bmatrix}}} s pravděpodobnostním faktorem {\displaystyle p=0.85}
{\displaystyle f(x,y)={\begin{bmatrix}\ 0.20&\ -0.26\ \\0.23&\ 0.22\end{bmatrix}}{\begin{bmatrix}\ x\\y\end{bmatrix}}+{\begin{bmatrix}\ 0.00\\1.60\end{bmatrix}}} s pravděpodobnostním faktorem {\displaystyle p=0.07}
{\displaystyle f(x,y)={\begin{bmatrix}\ -0.15&\ 0.28\ \\0.26&\ 0.24\end{bmatrix}}{\begin{bmatrix}\ x\\y\end{bmatrix}}+{\begin{bmatrix}\ 0.00\\0.44\end{bmatrix}}} s pravděpodobnostním faktorem {\displaystyle p=0.07}.

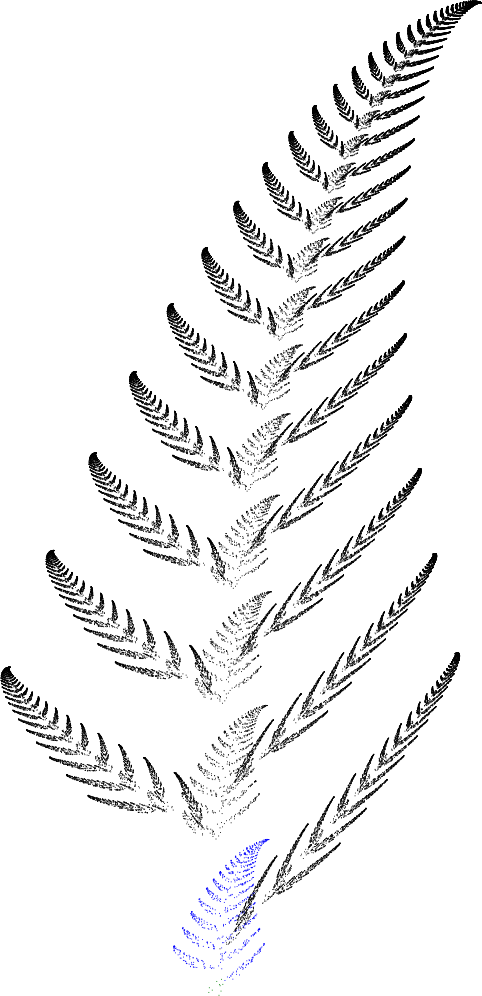
Body, které vykresluje první afinní funkce. Když  parametr "a" první funkce není nulový, vznikne místo kmene opět malá kapradina
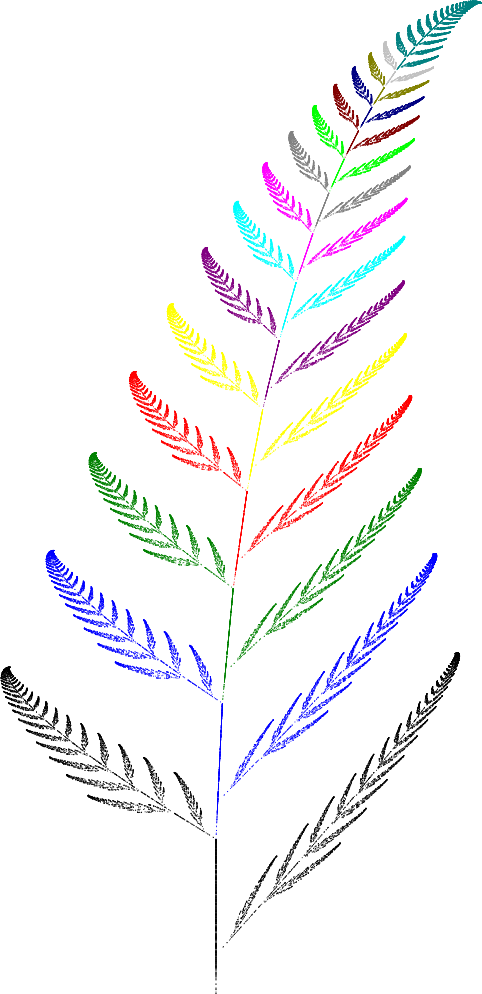
Druhá funkce při opakovaném volání vytváří jednotlivá patra kapradiny.
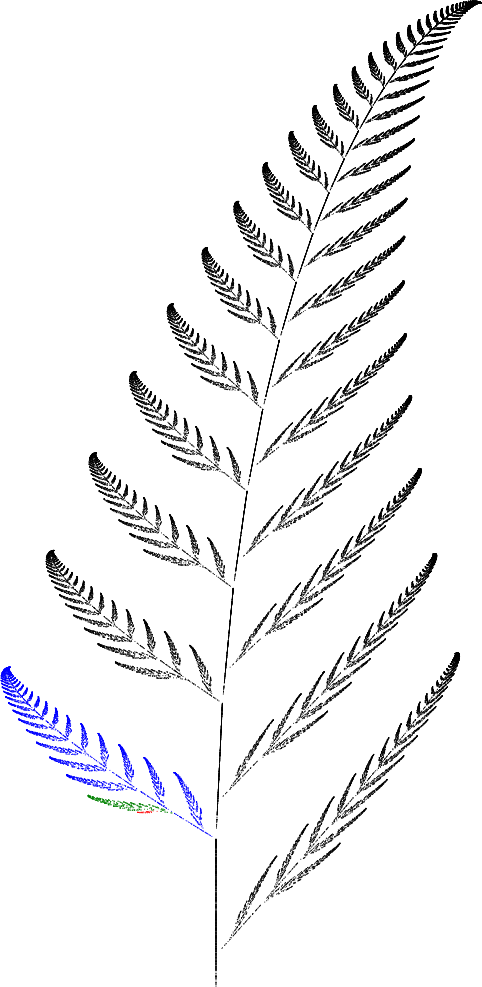
Volání třetí funkce vykresluje levý nejnižší list, který pak volání druhé funkce transponuje do vyšších pater.
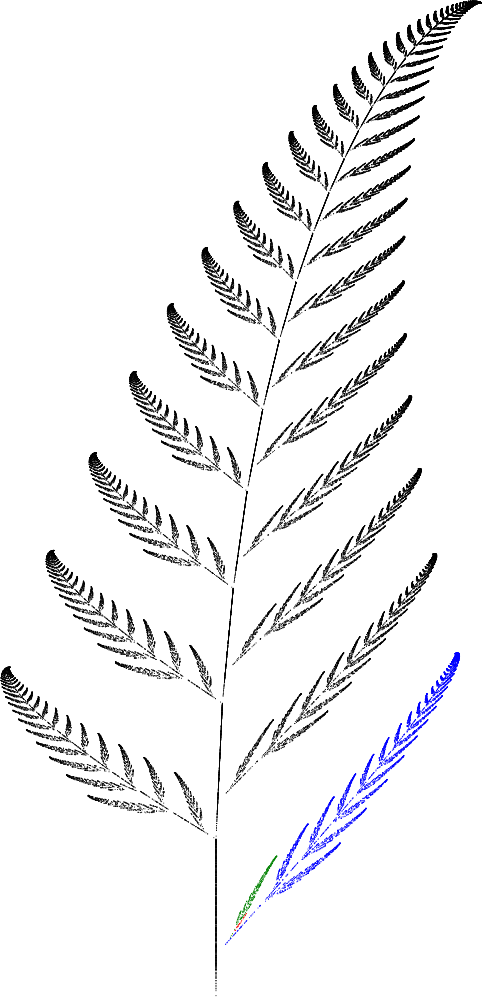
Volání čtvrté funkce vykresluje pravý nejnižší list, který pak volání druhé funkce transponuje do vyšších pater.